# Munspel och handklaver
Munspel och handklaver (CAP LPF1) är en skiva som gavs ut av Caprice Records och Svenskt visarkiv 1973. Skivan var den första i skivserien Folkmusik i Sverige / Traditionsinspelningar från Svenskt visarkiv. Skivan innehåller fältinspelningar med instrumenten munspel och äldre dragspel (så kallade durspel) gjorda av Svenskt visarkiv mellan 1968 och 1973. Skivan gavs förs ut på LP men har senare återutgivits på CD. Skivan ingår i serien Musica Sveciae: Folk Music in Sweden som publicerades i Kungliga Musikaliska Akademiens regi. Originalskivan hade då kompletterats med material från ännu en skiva ur serien Folkmusik i Sverige, Dragspelslåtar från Ångermanland, utgiven 1982. Det är denna kompletterade utgåva som även finns tillgänglig på digitala plattformar. Skivan producerades av Märta Ramsten och Gunnar Ternhag som båda var verksamma vid Svenskt visarkiv. Det var också Ramsten och Ternhag som gjort inspelningarna, som regel vid hembesök hos de medverkande.

## Medverkande

### Dragspel
- Herman J. Ahlstedt (Kungshamn)
- Emil ”Emil i Skogstorp” Andersson (Skogstorp)
- Herman Axelsson (Lessebo)
- Karl Eriksson (Häggsjövik)
- Nils Eriksson (Skogstorp)
- Gustav ”Vappersta-Lasse” Larsson (Vagnhärad)
- August Johansson (Bollnäs)
- Gunnar Johansson (Kolmården)
- Severus Nilsson (Backe)

### Munspel
- Ivar Andersson (Kyrkhult)
- Nis Karl Danielsson (Siljansnäs)
- Per Ludvig Jordahl (Stora Blåsjön)
- Elias Jonsson (Offerdal)